# Laugavegur (rue)
Pour les articles homonymes, voir Laugavegur.
La Laugavegur (ˈlœiːɣaˌvɛːɣʏr̥), odonyme islandais signifiant littéralement en français « la route des sources chaudes », est la principale artère commerciale du centre-ville de Reykjavik, en Islande, et l'une des plus anciennes rues commerçantes de la ville. Son nom provient du fait qu'autrefois, les femmes de Reykjavik emmenaient à laver leur linge aux sources chaudes de Laugardalur à l'est du centre-ville.
La rue a été créée en 1885 à la suite de la décision de la mairie.
La rue comporte également de nombreux bars, discothèques et restaurants. Les vendredis et samedis soirs, la rue est souvent remplie de monde toute la nuit.
Au XXIe siècle, la rue est devenu un lieu important pour les personnes LGBT+. Elle abrite de 2000 à 2015 les locaux de l'association Samtökin '78 et est un lieu de passage de la marche des fiertés de Reykjavik.

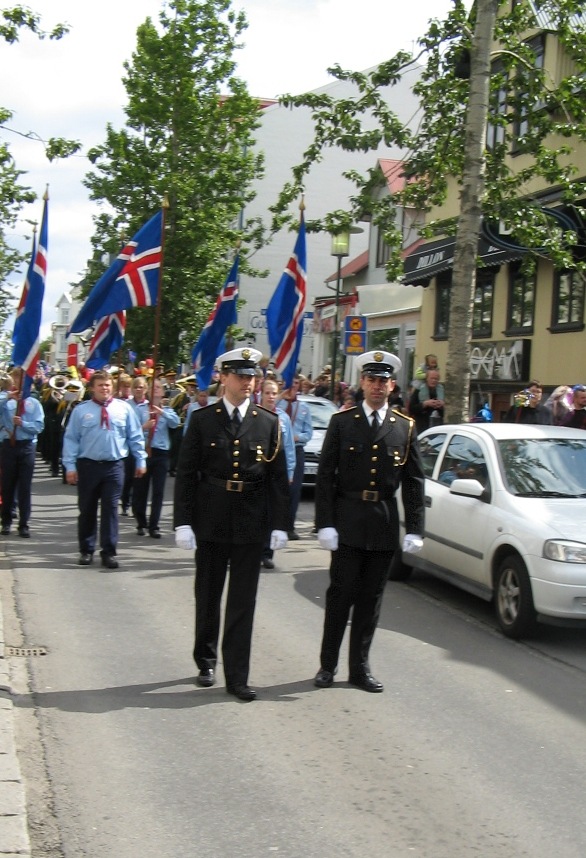
Un défilé le 17 juin 2007 dans la Laugavegur.